# Antonio Oliver
Pour les articles homonymes, voir Oliver.
Antonio Oliver Belmás, né à Carthagène le 29 janvier 1903 et mort le 28 juillet 1968 à Madrid, est un poète, universitaire, critique littéraire et historien de l'art espagnol.
Antonio Oliver appartient au mouvement de la Génération du 27.  En 1931, il fonde sous la Seconde République, avec Carmen Conde, l'université populaire de Carthagène.

## Biographie
Issu d'une famille d'intellectuels, il est inspiré, dans son adolescence, par Juan Ramón Jiménez, Rubén Darío et les auteurs de la Génération de 98. 
Il est le frère aîné du futur poète de la Génération de 27 Miguel Valdivieso Belmás. 
Amoureux de la campagne et des moulins de vent, il passe les étés dans le littoral murcien du port de Mazarrón, lieu qui a inspiré ses premières poésies.   En 1922, il est embauché en tant que telégraphe. Pendant un bref séjour à Madrid en 1924, il rencontre Juan Ramón Jiménez et José Bergamín, et il décide d'éditer à Carthagène une revue mensuelle littéraire, Verso y Prosa, à laquelle collaborent Juan Guerrero Ruiz, Pedro Perdomo Acedo et José María de Cossío.  En 1925, il publie Mástil, livre de poésie simple et naïve, dans la ligne lyrique des poètes de la Génération du 27. 
Élève de Jorge Guillén à l'université de Murcie, il s'inscrit dans l'avant-garde du créationnisme. 
Il rencontre la poétesse Carmen Conde en février 1927, qu'il épouse en 1928.
Un an plus tard, il fonde avec elle l'université populaire de Carthagène. Dans ses salle de cours professent notamment Margarita Nelken, Elena Fortún, Manuel García Morente et María de Maeztu. L'université propose des hommages pour le tricentenaire de Lope de Vega et le centenaire de Gustavo Adolfo Bécquer, ainsi que des cours sur Concha Espina, Azorín, Cossío, Santiago Ramón y Cajal, ainsi qu'un récital de Miguel Hernández. 
Au déclenchement de la guerre d'Espagne, Antonio Oliver est mobilisé sur le front sud de l'Andalousie en tant que télégraphe.
Il commence à écrire ses Conversaciones de Andrés Caballero, du nom d'un des pseudonymes qu'il utilise pendant la guerre.
En avril 1946, il est innocenté des délits de rébellion militaire. La dictature franquiste lui accorde la grâce et la liberté définitives.  Cette époque est le cadre dans lequel il commence à écrire ses premières "Loas", publiées en 1947.
Il enseigne ensuite la littérature espagnole à l'institut Cervantes de Madrid. Il décède le 28 juin 1968.